# Національна галерея мистецтв Албанії
Національна галерея мистецтв Албанії (алб. Galeria Kombëtare e Arteve) — державна установа, підпорядкована міністерству культури Албанії.
Галерея була заснована 1946 року зусиллям групи албанських митців та Комітетом мистецтв. Офіційне відкриття галереї відбулося 11 січня 1954 року. Два основні напрямки роботи: виставка постійної колекції та відкриття тимчасових виставок албанських та іноземних митців.
29 листопада 1974 року у галереї зявилося нове приміщення. Фонди установи налічували 340 витворів мистецтв.
У 2009—2010-их роках галерею було дещо переплановано всередині.

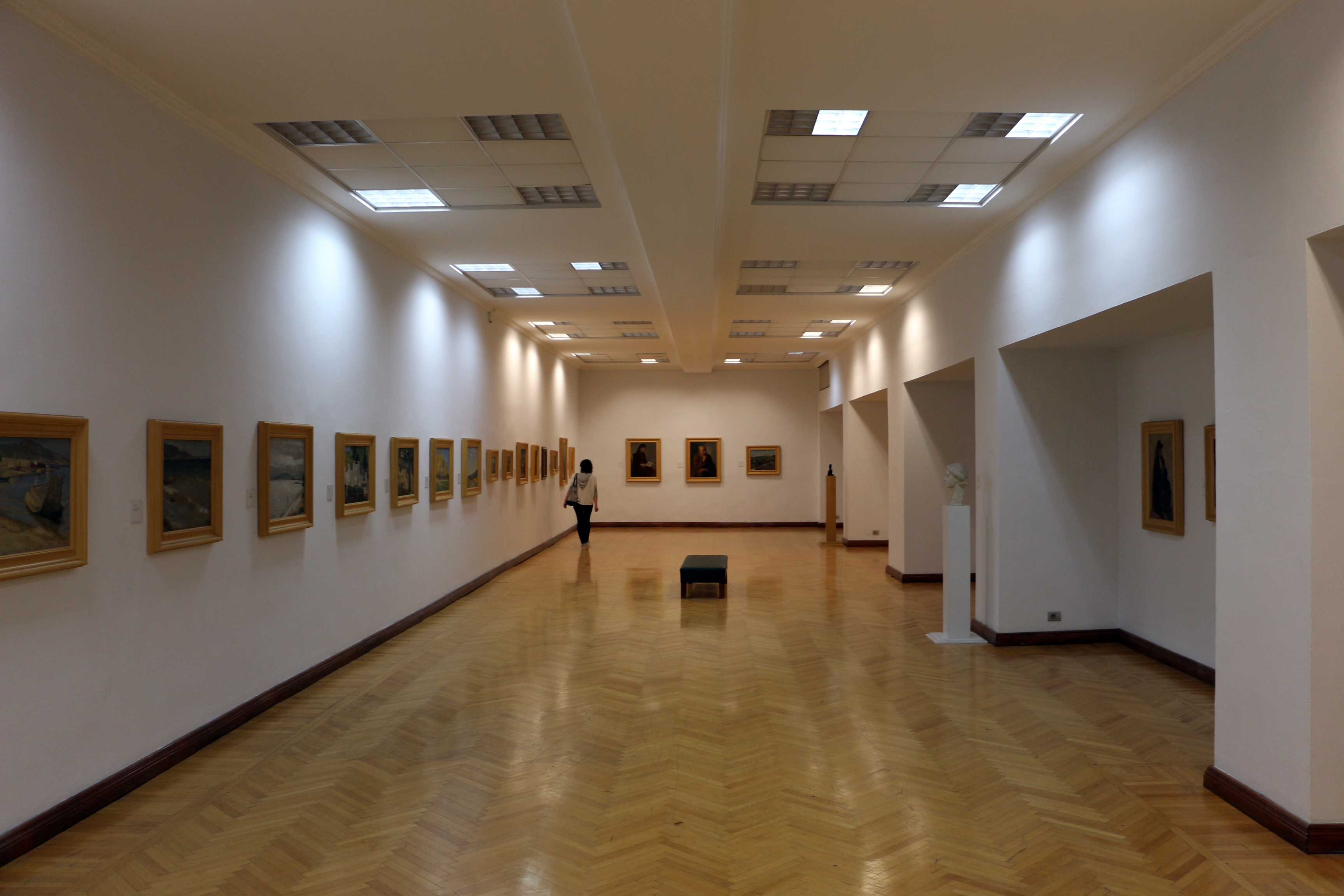
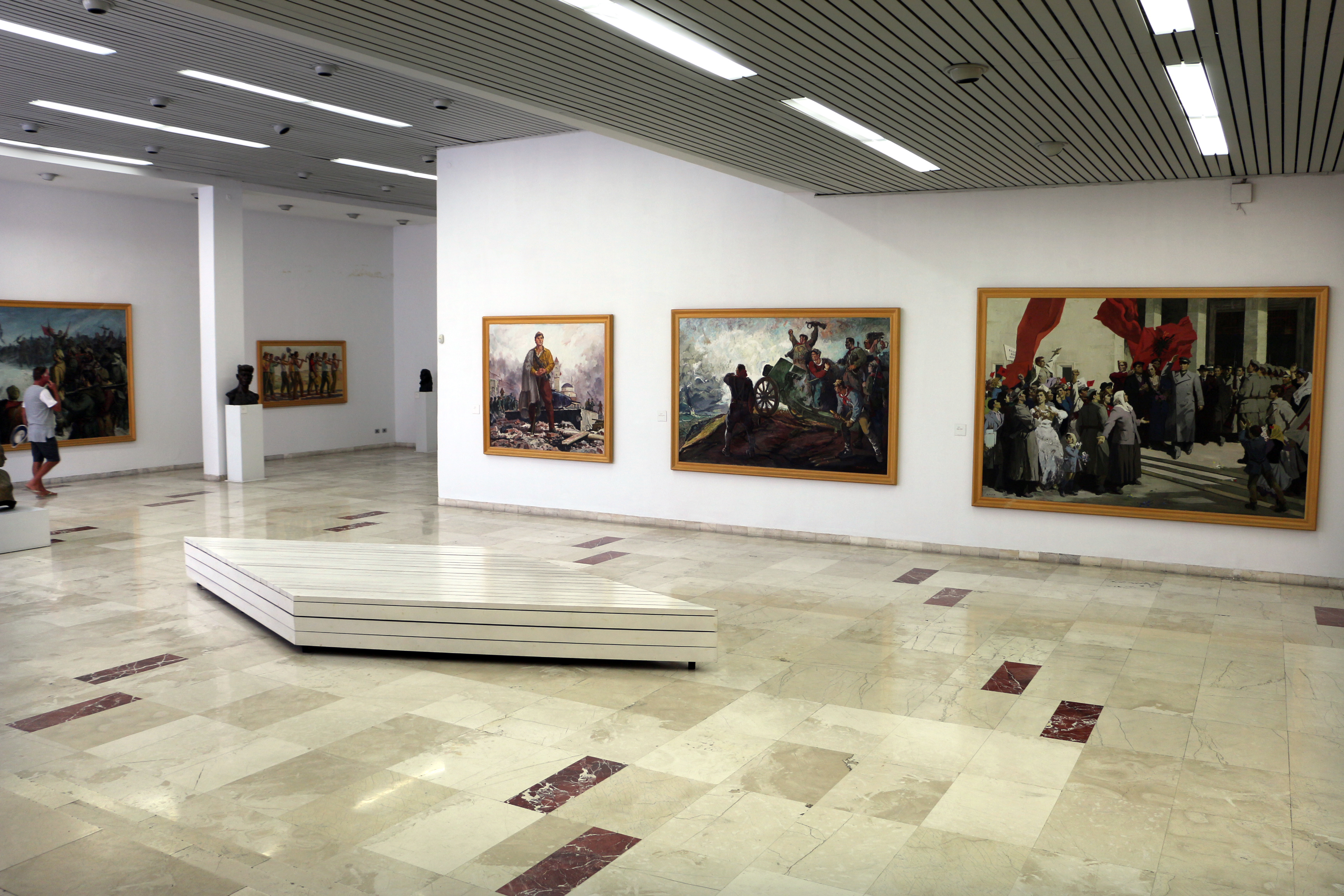
Зали галереї
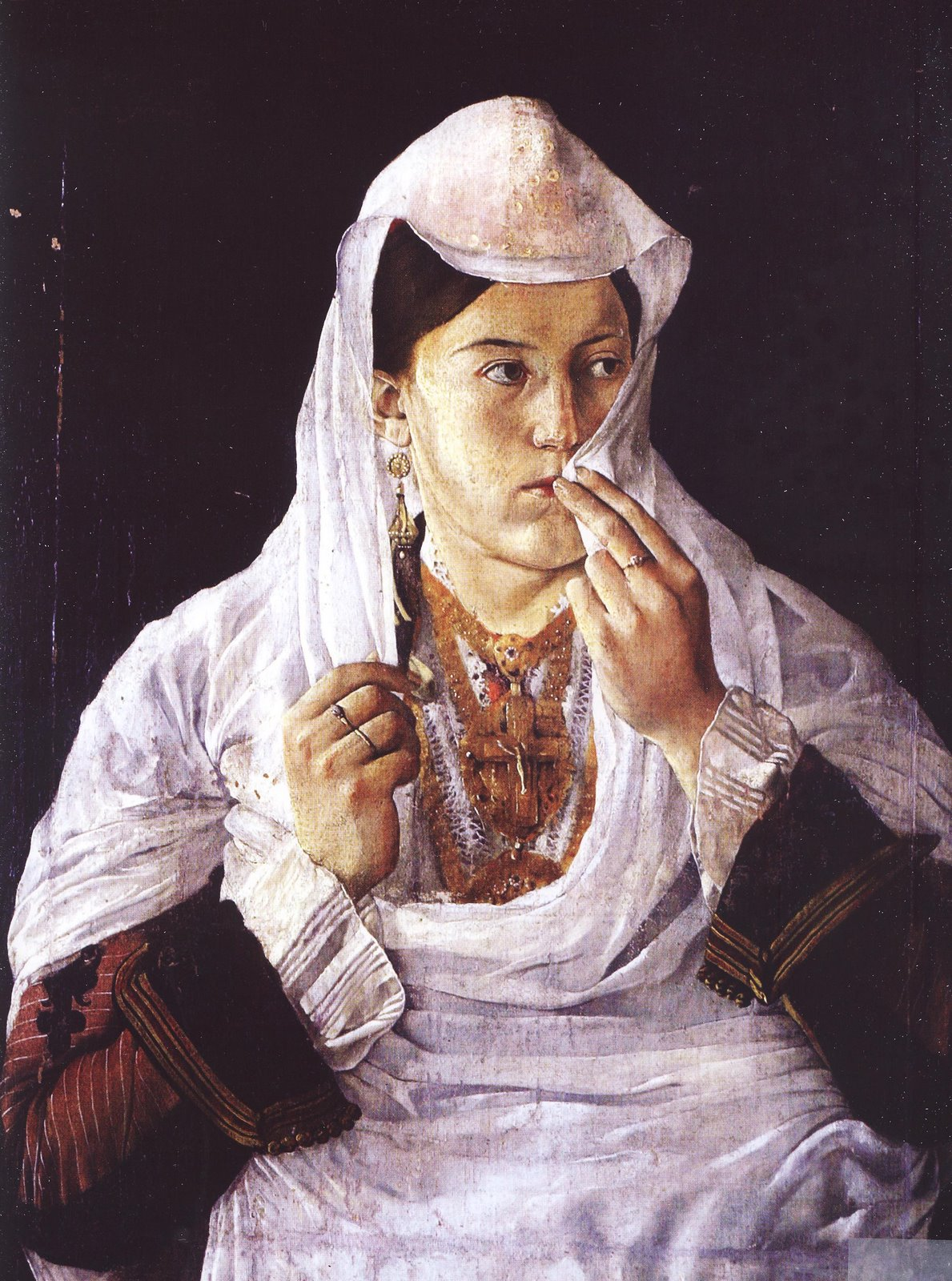
«Сестра Тона» (Кола Ідромено, 1883)